# Königsdorfer Forst
Koordinaten: 50° 56′ 44,4″ N, 6° 44′ 42,9″ O

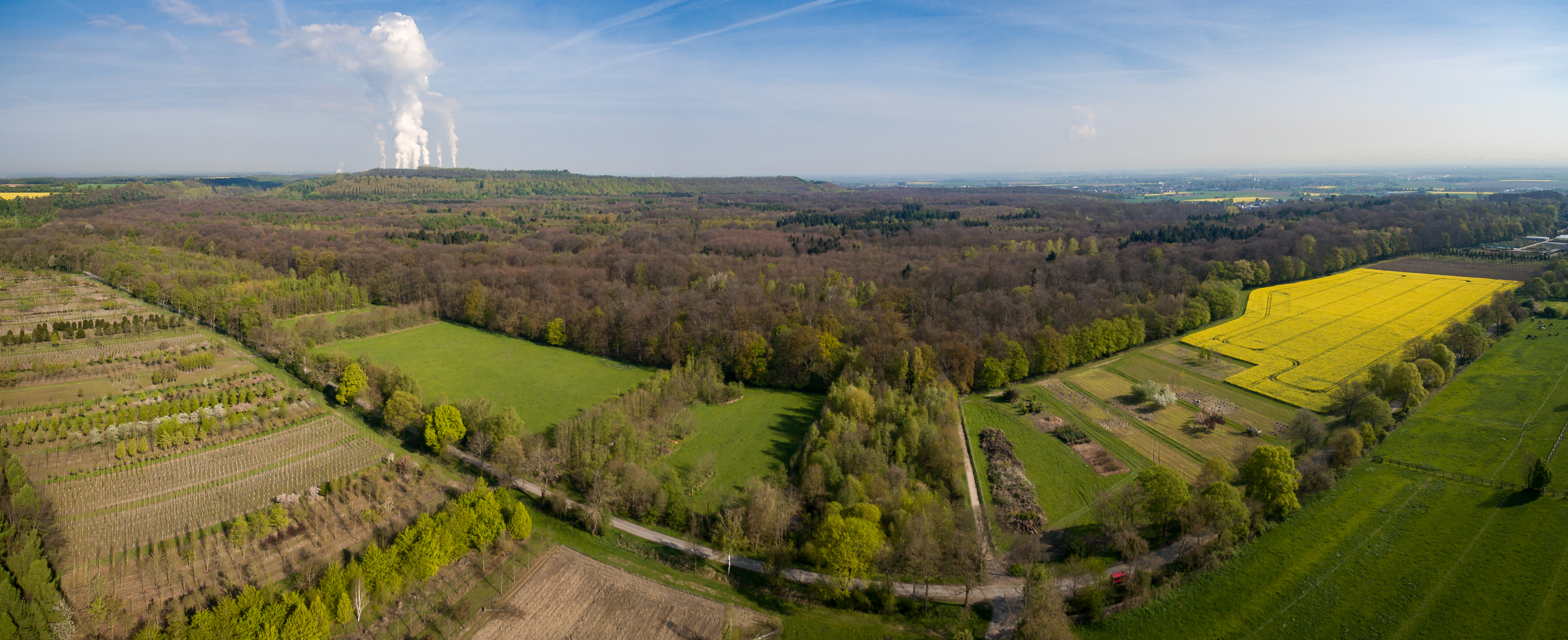
Naturschutzgebiet Königsdorfer Forst (2017)

Das Naturschutzgebiet Königsdorfer Forst befindet sich auf dem Gebiet der Städte Bergheim, Frechen und Pulheim im Rhein-Erft-Kreis in Nordrhein-Westfalen. Es liegt westlich des Frechener Stadtteils Königsdorf 136 Meter hoch nördlich der A 4 und nördlich unweit der Landesstraße 361.

## Bedeutung
Das 329,9691 ha große Gebiet ist unter der Kennung BM-015 als Naturschutzgebiet ausgewiesen. 